# Cherbezatina marmorata
Cherbezatina marmorata är en skalbaggsart som beskrevs av Marc Lacroix 1993. Cherbezatina marmorata ingår i släktet Cherbezatina och familjen Melolonthidae. Inga underarter finns listade i Catalogue of Life.